# 托米利诺
托米利诺（羅馬化：Tomilino）是俄罗斯莫斯科州的市级镇，属州辖市柳别尔齐市（城市区），地处莫斯科州中东部，位于州府莫斯科东南方，西北毗邻区行政中心柳别尔齐，东侧则有市级镇克拉斯科沃和马拉霍夫卡。设有同名火车停靠点。
该地2021年人口有29,402人；2010年人口30,605；2002年人口28,545；1989年人口27,736。